# Philippe Bérenger
Philippe Bérenger est un réalisateur et scénariste français né le 6 juin 1960. 

## Biographie
Ancien assistant de Bertrand Tavernier et de Miloš Forman et après la réalisation de deux films de cinéma au succès limité, il se consacre à la télévision où il réalise plusieurs adaptations de Maupassant. Il a également tourné une fiction sur Guy Môquet et une adaptation de la pièce Les affaires sont les affaires d'Octave Mirbeau.

## Filmographie

### En tant que réalisateur
- 1990 : La guerre des toiles, court-métrage
- 1991 : Ennui mortel, court-métrage
- 1998 : Max et associés (TV), avec Yvan Le Bolloc'h
- 1999 : Maigret (épisode "Madame Quatre et ses enfants"), avec Bruno Cremer
- 1999 : Méditerranées, avec Monica Bellucci, Vincent Cassel
- 2000 : On fait comme on a dit, avec Gad Elmaleh, Yvan Le Bolloc'h
- 2002 : L'affaire père et fils (TV), avec Patrick Catalifo, Élise Tielrooy
- 2003 : Ciel d'asile (TV), avec Laure Duthilleul, Yvon Back
- 2004 - 2006 : Madame le Proviseur (6 épisodes), avec Charlotte de Turckheim
- 2008 : Guy Môquet, un amour fusillé (TV), avec Théo Frilet, Patrick Catalifo
- 2008 : Mon père dort au grenier, série télé
- 2008 : Aimé Césaire, cahier d'un retour au pays natal, documentaire
- 2010 : L'Écornifleur (TV), avec Laurent Stocker, Marie Bunel
- 2010 : Le Cas de madame Luneau (TV), avec Julie Ferrier, Philippe Chevallier
- 2011 : Boule de suif (TV), avec Marilou Berry, Daniel Russo
- 2013 : Nicolas Le Floch : Le Crime de l’hôtel Saint-Florentin (série télévisée)
- 2013 : Nicolas Le Floch : Le Sang des farines (série télévisée)
- 2013 : Les affaires sont les affaires (TV), avec Christian Clavier, Régis Laspalès, Philippe Chevallier
- 2017 : Nicolas Le Floch : Le Cadavre anglais (série télévisée)[1],[2]
- 2017 : Nicolas Le Floch : Le Noyé du Grand canal (série télévisée)
- 2019 : Crimes parfaits (série télévisée — Saisons 2, 3; épisodes: C'est la taille qui compte, Un mort peut en cacher un autre, Comme un froid entre nous)

### En tant que scénariste
- 1990 : La Guerre des toiles, court-métrage
- 1991 : Ennui mortel, court-métrage
- 1999 : Méditerranées
- 2008 : Guy Môquet, un amour fusillé
- 2008 : Mon père dort au grenier

## Récompenses et distinctions
- 1990 : Prix du meilleur scénario de la Fondation Européenne pour l'environnement pour La guerre des toiles
- 1996 : Grand Prix des lycéens au Festival international des jeunes réalisateurs de Saint-Jean-de-Luz pour Méditerranées